# Onze d’Or
Az Onze d’Or vagyis az Arany tizenegy egy labdarúgó-díj, melyet 1976 óta ad át az Onze Mondial francia magazin. A díjat a legjobb Európában játszó játékos kapja, illetve 1991 óta szavaznak az év legjobb edzőjéről is.
Az Onze Mondial olvasói kiválasztják a szezon legjobb csapatát – az Onze de Onze-t („Arany Tizenegy”) –, közülük választják ki az első három helyezettet, akik végül megkapják az Onze d’Or (Arany), az Onze d’Argent (Ezüst), illetve az Onze de Bronze (Bronz) díjat. 2009-ig a díjak az előző naptári évre vonatkoztak, ám a 2010–11-es szezontól kezdve a szezonális formát veszik alapul.
Lionel Messi az egyetlen játékos, aki négy alkalommal (2009–2012, 2018) nyerte el a díjat. Háromszor csak két másik játékos, Michel Platini (1983–1985) és Zinédine Zidane (1998, 2000–2001) részesült az elismerésben. 1995-ben a magazin 20 éves évfordulóján Super Onze d’Ort választottak a korábbi nyertesek közül. A kiválasztott öt legjobb játékos sorrendje a következő volt: 1. Michel Platini (74%), 2. Marco van Basten (10%), 3. Diego Maradona (5%), 4. Roberto Baggio (4%) és 5. Romário (3%).

## Győztesek

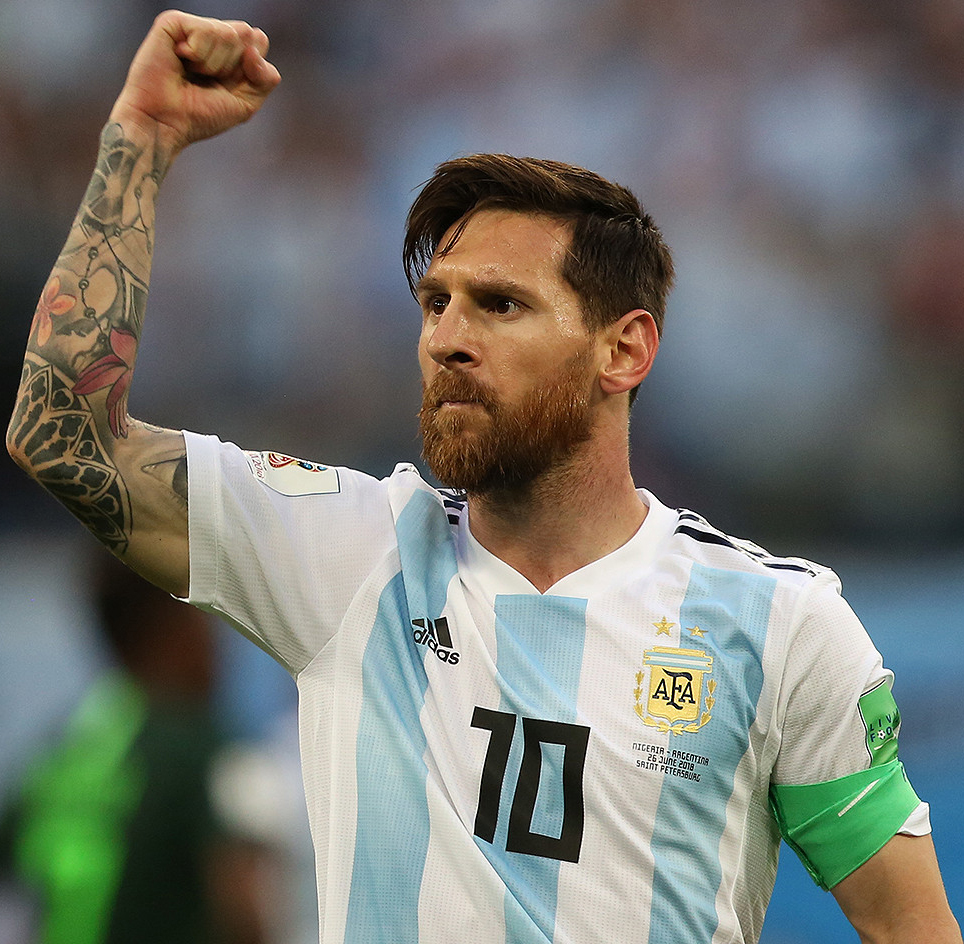
Lionel Messi az egyetlen négyszeres győztes

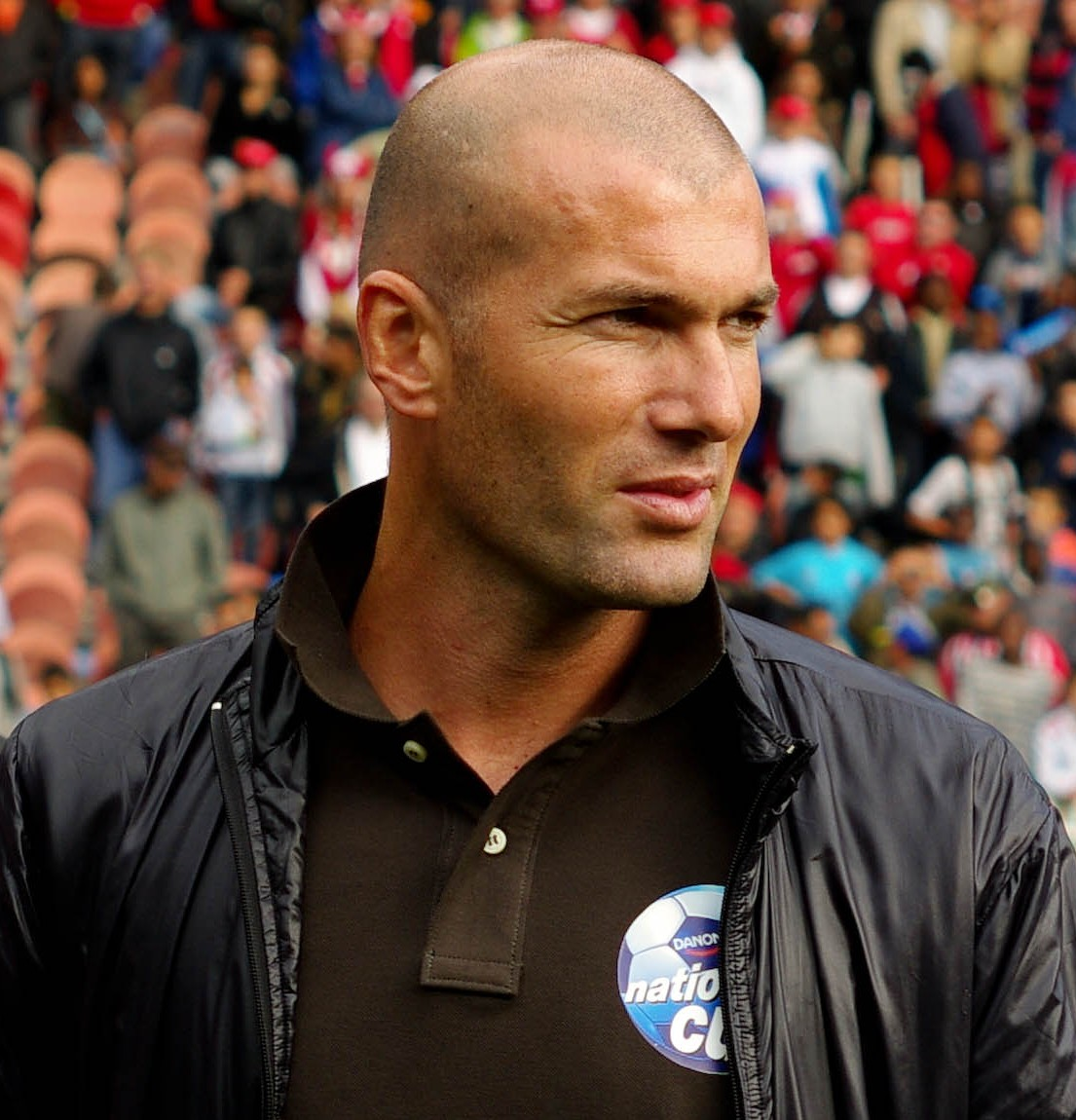
Zinedine Zidane háromszor nyerte el a díjat játékosként és edzőként is

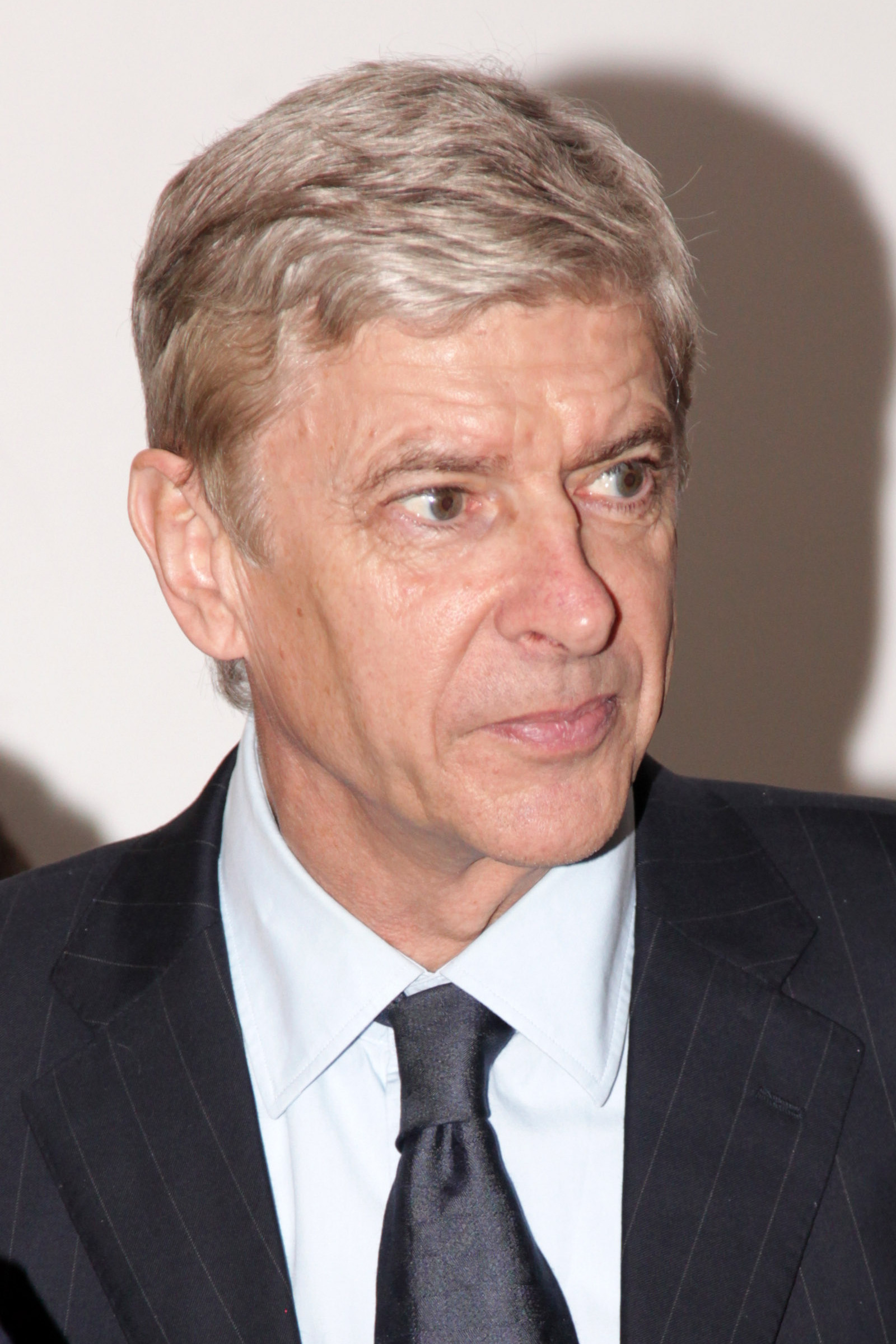
Arsène Wenger a négyszeres első

| Év      | Onze d’or                 | Onze d’argent         | Onze de bronze         |
| ------- | ------------------------- | --------------------- | ---------------------- |
| 1976    | Robert Rensenbrink        | Kevin Keegan          | Dominique Rocheteau    |
| 1977    | Kevin Keegan              | Michel Platini        | Allan Simonsen         |
| 1978    | Mario Kempes              | Johann Krankl         | Robert Rensenbrink     |
| 1979    | Kevin Keegan (2)          | Trevor Francis        | Robert Rensenbrink (2) |
| 1980    | Karl-Heinz Rummenigge     | Kevin Keegan (2)      | Horst Hrubesch         |
| 1981    | Karl-Heinz Rummenigge (2) | Paul Breitner         | Jan Ceulemans          |
| 1982    | Paolo Rossi               | Alain Giresse         | Falcão                 |
| 1983    | Michel Platini            | Falcão                | Karl-Heinz Rummenigge  |
| 1984    | Michel Platini (2)        | Jean Tigana           | Preben Elkjær Larsen   |
| 1985    | Michel Platini (3)        | Preben Elkjær Larsen  | Diego Maradona         |
| 1986    | Diego Maradona            | Manuel Amoros         | Gary Lineker           |
| 1987    | Diego Maradona (2)        | Marco van Basten      | Jean Tigana            |
| 1988    | Marco van Basten          | Ruud Gullit           | Diego Maradona (2)     |
| 1989    | Marco van Basten (2)      | Ruud Gullit (2)       | Jean-Pierre Papin      |
| 1990    | Lothar Matthäus           | Salvatore Schillaci   | Jean-Pierre Papin (2)  |
| 1991    | Jean-Pierre Papin         | Chris Waddle          | Lothar Matthäus        |
| 1992    | Hriszto Sztoicskov        | Marco van Basten (2)  | Jean-Pierre Papin (3)  |
| 1993    | Roberto Baggio            | Alen Bokšić           | Romário                |
| 1994    | Romário                   | Hriszto Sztoicskov    | Roberto Baggio         |
| 1995    | George Weah               | Roberto Baggio        | Paolo Maldini          |
| 1996    | Eric Cantona              | George Weah           | Matthias Sammer        |
| 1997    | Ronaldo                   | Zinedine Zidane       | Marco Simone           |
| 1998    | Zinedine Zidane           | Fabien Barthez        | Emmanuel Petit         |
| 1999    | Rivaldo                   | David Beckham         | Zinedine Zidane        |
| 2000    | Zinedine Zidane (2)       | Luís Figo             | Thierry Henry          |
| 2001    | Zinedine Zidane (3)       | Michael Owen          | Robert Pires           |
| 2002    | Ronaldo (2)               | Zinedine Zidane (2)   | Ronaldinho             |
| 2003    | Thierry Henry             | Zinedine Zidane (3)   | David Beckham          |
| 2004    | Didier Drogba             | Thierry Henry         | Ronaldinho (2)         |
| 2005    | Ronaldinho                | Steven Gerrard        | Thierry Henry (2)      |
| 2006    | Thierry Henry (2)         | Ronaldinho            | Franck Ribéry          |
| 2007    | Kaká                      | Cristiano Ronaldo     | Didier Drogba          |
| 2008    | Cristiano Ronaldo         | Lionel Messi          | Franck Ribéry (2)      |
| 2009    | Lionel Messi              | Cristiano Ronaldo (2) | Andrés Iniesta         |
| 2010–11 | Lionel Messi (2)          | Andrés Iniesta        | Cristiano Ronaldo      |
| 2011–12 | Lionel Messi (3)          | Cristiano Ronaldo (3) | Radamel Falcao         |
| 2014–15 | Antoine Griezmann         | Paul Pogba            | Alexandre Lacazette    |
| 2016–17 | Cristiano Ronaldo (2)     | Lionel Messi (2)      | Antoine Griezmann      |
| 2017–18 | Lionel Messi (4)          | Mohamed Salah         | Cristiano Ronaldo (2)  |
| 2018–19 | Sadio Mané                | Lionel Messi (3)      | Kylian Mbappé          |
| 2020–21 | Karim Benzema             | Lionel Messi (4)      | Robert Lewandowski     |
| 2021–22 | Karim Benzema (2)         | Sadio Mané            | Robert Lewandowski (2) |
| 2022–23 | Erling Haaland            | Karim Benzema         | Kylian Mbappé (2)      |

| Játékos               | Onze d’or | Onze d’argent | Onze de bronze | Összesen |
| --------------------- | --------- | ------------- | -------------- | -------- |
| Lionel Messi          | 4         | 4             | 0              | 8        |
| Zinedine Zidane       | 3         | 3             | 1              | 7        |
| Michel Platini        | 3         | 1             | 0              | 4        |
| Cristiano Ronaldo     | 2         | 3             | 2              | 7        |
| Kevin Keegan          | 2         | 2             | 0              | 4        |
| Marco van Basten      | 2         | 2             | 0              | 4        |
| Thierry Henry         | 2         | 1             | 2              | 5        |
| Diego Maradona        | 2         | 0             | 2              | 4        |
| Karim Benzema         | 2         | 1             | 0              | 3        |
| Karl-Heinz Rummenigge | 2         | 0             | 1              | 3        |
| Ronaldo               | 2         | 0             | 0              | 2        |
| Ronaldinho            | 1         | 1             | 2              | 4        |
| Roberto Baggio        | 1         | 1             | 1              | 3        |
| Hriszto Sztoicskov    | 1         | 1             | 0              | 2        |
| George Weah           | 1         | 1             | 0              | 2        |
| Sadio Mané            | 1         | 1             | 0              | 2        |
| Jean-Pierre Papin     | 1         | 0             | 3              | 4        |
| Robert Rensenbrink    | 1         | 0             | 2              | 3        |
| Lothar Matthäus       | 1         | 0             | 1              | 2        |
| Didier Drogba         | 1         | 0             | 1              | 2        |
| Antoine Griezmann     | 1         | 0             | 1              | 2        |
| Erling Haaland        | 1         | 0             | 0              | 1        |

## Az év edzője

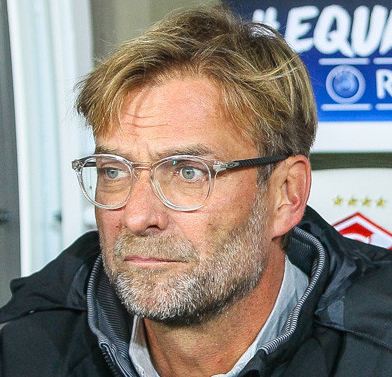
Jürgen Klopp az év edzője 2019-ben

| Év      | Edző                 | Klub              |
| ------- | -------------------- | ----------------- |
| 1991    | Raymond Goethals     | Marseille         |
| 1992    | Johan Cruijff        | Barcelona         |
| 1993    | Raymond Goethals (2) | Marseille         |
| 1994    | Johan Cruijff (2)    | Barcelona         |
| 1995    | Louis van Gaal       | Ajax              |
| 1996    | Guy Roux             | Auxerre           |
| 1997    | Marcello Lippi       | Juventus          |
| 1998    | Aimé Jacquet         | Franciaország     |
| 1999    | Alex Ferguson        | Manchester United |
| 2000    | Arsène Wenger        | Arsenal           |
| 2001    | Gérard Houllier      | Liverpool         |
| 2002    | Arsène Wenger (2)    | Arsenal           |
| 2003    | Arsène Wenger (3)    | Arsenal           |
| 2004    | Arsène Wenger (4)    | Arsenal           |
| 2005    | José Mourinho        | Chelsea           |
| 2006    | Frank Rijkaard       | Barcelona         |
| 2007    | Alex Ferguson (2)    | Manchester United |
| 2008    | Alex Ferguson (3)    | Manchester United |
| 2009    | Pep Guardiola        | Barcelona         |
| 2010–11 | Pep Guardiola (2)    | Barcelona         |
| 2011–12 | Pep Guardiola (3)    | Barcelona         |
| 2014–15 | Hubert Fournier      | Lyon              |
| 2016–17 | Zinedine Zidane      | Real Madrid       |
| 2017–18 | Zinedine Zidane (2)  | Real Madrid       |
| 2018–19 | Jürgen Klopp         | Liverpool         |
| 2020–21 | Zinedine Zidane (3)  | Real Madrid       |
| 2021–22 | Carlo Ancelotti      | Real Madrid       |
| 2022–23 | Carlo Ancelotti (2)  | Real Madrid       |

### Győztesek
| Edző             | Összesen |
| ---------------- | -------- |
| Arsène Wenger    | 4        |
| Alex Ferguson    | 3        |
| Pep Guardiola    | 3        |
| Zinedine Zidane  | 3        |
| Raymond Goethals | 2        |
| Johan Cruijff    | 2        |
| Carlo Ancelotti  | 2        |
| Louis van Gaal   | 1        |
| Guy Roux         | 1        |
| Marcello Lippi   | 1        |
| Aimé Jacquet     | 1        |
| Gérard Houllier  | 1        |
| José Mourinho    | 1        |
| Frank Rijkaard   | 1        |
| Hubert Fournier  | 1        |
| Jürgen Klopp     | 1        |

## Fordítás
- Ez a szócikk részben vagy egészben  az   Onze d’Or című angol Wikipédia-szócikk fordításán alapul.  Az eredeti cikk szerkesztőit annak laptörténete sorolja fel. Ez a jelzés csupán a megfogalmazás eredetét és a szerzői jogokat jelzi, nem szolgál a cikkben szereplő információk forrásmegjelöléseként.